# جون بوكر
جون بوكر (بالإنجليزية: John Bowker)‏ هو كاهن أنجليكاني بريطاني، ولد في 30 يوليو 1935.